# Psych: The Movie
Psych: The Movie è un film TV commedia basato sulla nota serie TV di USA Network, Psych. Il film segue i personaggi di Psych tre anni dopo la fine della serie, nel 2014, a San Francisco. Il film è andato in onda il 7 dicembre 2017 su USA Network. I membri fissi del cast, James Roday, Dulé Hill, Timothy Omundson, Maggie Lawson, Kirsten Nelson e Corbin Bernsen riprendono tutti i propri ruoli della serie. Ritornano, inoltre, gli attori con ruoli ricorrenti Kurt Fuller e Jimmi Simpson.
Il film è stato diretto dal creatore della serie, Steve Franks, che ha anche curato la sceneggiatura insieme a Roday. Una volta conclusa la serie, Franks ebbe subito l'idea di portare avanti l'universo di Psych sotto forma di film. Franks spera di girare altri cinque film di Psych, oltre a Psych: The Movie.
Nel 2020 è stato realizzato il secondo sequel Psych 2: Lassie Come Home e nel 2021 il terzo Psych 3: This Is Gus.

## Produzione
L'8 maggio 2017, USA Network annunciò Psych: The Movie. Tutto il cast originale tornò per il film TV, diretto dal creatore della serie Steve Franks e scritto da Franks e James Roday. Zachary Levi fu poi annunciato nel ruolo dell'antagonista principale, "Thin White Duke," mentre Jazmyn Simon – la fidanzata nella vita reale del coprotagonista Dulé Hill – ha il ruolo di Selene, un nuovo amore per Gus. Il 5 luglio 2017, la wrestler WWE Charlotte Flair annunciò la sua partecipazione a Psych: The Movie nel ruolo di Heather Rockrear.
Il 28 giugno 2017, Ralph Macchio, già guest star, si aggiunse al cast, riprendendo il suo ruolo di Nick Conforth, l'ufficiale dell'accademia di polizia che addestrò Shawn e Gus nella quinta stagione. Le riprese principali ebbero luogo dal 25 maggio al 18 giugno a Vancouver, nella Columbia Britannica. Fu poi annunciato che Omundson avrebbe avuto un ruolo ridotto a causa di un infarto, ma sarebbe apparso comunque. Infine, fu confermato che Kurt Fuller e Jimmi Simpson avrebbero ripreso i rispettivi ruoli di Woody Strode e Mary Lightly.
In un incontro al Comic Con, Steve Franks annunciò il desiderio di girare cinque ulteriori film TV, prendendo a modello il franchise di Fast and Furious.
Il 7 ottobre 2017, al Comic Con di New York, il cast annunciò che il film sarebbe andato in onda il 7 dicembre 2017 su USA Network.

## Trama
Come mostrato nel finale della serie, Shawn, Gus e Juliet si sono trasferiti a San Francisco, dove rimangono per i tre anni successivi. Dopo che Sam Sloane, partner di Juliet nel dipartimento di polizia di San Francisco, viene ucciso, Shawn e Gus tentano di scoprire chi è responsabile e perché è sia successo. Presto però apprendono che una misteriosa organizzazione sta minacciando la reputazione, la sicurezza e il benessere di Juliet. All'inizio, Juliet è riluttante a permettere a qualcuno di aiutarla con il suo problema, ma uno spiacevole sviluppo connesso alla sparatoria del suo partner la convince che ha bisogno dell'aiuto di Shawn.
Nel frattempo, Shawn si rifiuta di sposarsi finché non riesce a localizzare l'anello di fidanzamento di sua nonna, che aveva preso senza permesso dalla casa di suo padre e che gli era stato rubato mentre era nell'atto di fare la proposta a Juliet a San Francisco tre anni prima. I suoi sforzi per recuperare l'anello lo mettono nei guai con un importante schermidore di beni rubati nella Bay Area.
Il capo Vick, candidato per una posizione di commissario di polizia, non è a conoscenza del fatto che sua figlia ha iniziato a commettere crimini. Gus, nel frattempo, finisce nei guai con il suo capo a causa del fatto che Shawn ha portato la sua attività sul posto di lavoro di Gus. Mentre lavorano su tutte queste complicazioni, il gruppo incontra vecchi amici, scopre informazioni sorprendenti e arriva ad alcune importanti decisioni sul loro futuro.

## Cast
- James Roday: Shawn Spencer
- Dulé Hill: Burton "Gus" Guster
- Timothy Omundson: Carlton Lassiter[13][14]
- Maggie Lawson: Juliet O'Hara
- Kirsten Nelson: Karen Vick
- Corbin Bernsen: Henry Spencer
- Zachary Levi: Thin White Duke
- Ralph Macchio: Nick Conforth
- Jimmi Simpson: Mary Lightly
- Julianna Guill: Dr. Butterfly McMillan
- Jazmyn Simon: Selene Gilmore
- Robert LaSardo: El Proveedor
- Kurt Fuller: Woody Strode
- Charlotte Flair: Heather Rockrear
- Sam Huntington: Sam Sloane[15]
- John Cena: Ewan O'Hara[16]
- Mena Suvari: Allison Cowley
- Sage Brocklebank: Buzz McNab

## Accoglienza
La prima TV americana di Psych: The Movie su USA Network ha ottenuto 1.26 milioni di telespettatori. Entertainment Weekly lo ha valutato con una "B+."
Il sito Rotten Tomatoes riporta un punteggio del 100% basato su 14 recensioni.

## Sequel
Steve Franks annuncia che ha in programma almeno altri 5 film per quanto riguarda questo storie basate sulla serie Psych, nel 2020 realizza Psych 2: Lassie Come Home e nel 2021 Psych 3: This Is Gus, entrambi accolti favorevolmente dai critici. Secondo Timothy Omundson, Carlton Lassiter nella serie e nei film, lo script del quarto film è stato realizzato in contemporanea del terzo, in attesa della decisione di produrlo o meno, con sensazioni positive su di esso.